# SMS Kaiser Friedrich III
El SMS Kaiser Friedrich III fue un acorazado pre-dreadnought alemán, líder de su clase. Fue construido por los astilleros Kaiserliche Werft Wilhelmshaven de Wilhelmshaven entre marzo de 1895 y octubre de 1898, con un coste total de 21 472 000 marcos. 
Tras la llegada del dreadnought, los buques de su clase fueron reconstruidos con una superestructura más reducida, chimeneas más altas, y se cambió la disposición de su batería secundaria. Estas obras también provocaron el incremento de su dotación.

## Historial de servicio

Litografía del SMS Kaiser Friedrich III en 1900.

El Kaiser Friedrich III fue asignado a la Armada Imperial alemana el 7 de octubre de 1898. En 1910, el Kaiser Friedrich III y sus gemelos fueron asignados a la III escuadra de combate de la Flota de Alta Mar.
El Kaiser Friedrich III fue destinado a tareas de defensa costera al inicio de la Primera Guerra Mundial como parte de la V escuadra de combate de la Kaiserliche Marine, hasta 1915, cuando fue desactivado 1915. Fue reactivado en 1916 como buque prisión en Kiel, sirviendo el resto del conflicto en esta misión. En 1917, el Kaiser Friedrich III fue trasladado a Flensburg y de nuevo a Swinemünde. En 1918, el Kaiser Friedrich III fue utilizado como buque cuartel para la academaia naval. En 1919, fue dado de baja en la Reichsmarine y vendido para desguace. Su ornamento de proa está expuesto en Dresde.